# Расул Бокієв
Расул Бокієв  (тадж. Rasul Boqiev, Расул Боқиев, 29 вересня 1982) — таджицький дзюдоїст, олімпійський медаліст.

## Виступи на Олімпіадах
| Олімпіада  | Дисципліна      | Місце |
| ---------- | --------------- | ----- |
| Пекін 2008 | легка категорія | 3T    |